# Землетрясение в Крайстчерче (1869)
Землетрясение в Крайстчерче 5 июня 1869 года — сильное землетрясение, оцениваемое в 6 баллов по шкале Рихтера в регионе Кентербери, на Южном острове Новой Зеландии, произошедшее в субботу 5 июня 1869 года в 8 часов утра по местному времени (UTC+12). Интенсивность землетрясения оценивалась в VII-VIII баллов по шкале Меркалли. Эпицентр находился в пригороде Крайстчерча, Нью-Брайтоне.
В результате землетрясения были повреждены несколько каменных и кирпичных строений в городе, обрушились дымоходы, был повреждён шпиль церкви Святого Иоанна Крестителя на Херефорд-стрит.
Воздействие землетрясения на каменные здания побудило местные органы власти построить Церковь Святого Михаила и Всех Ангелов из дерева.